# كاب نودلز

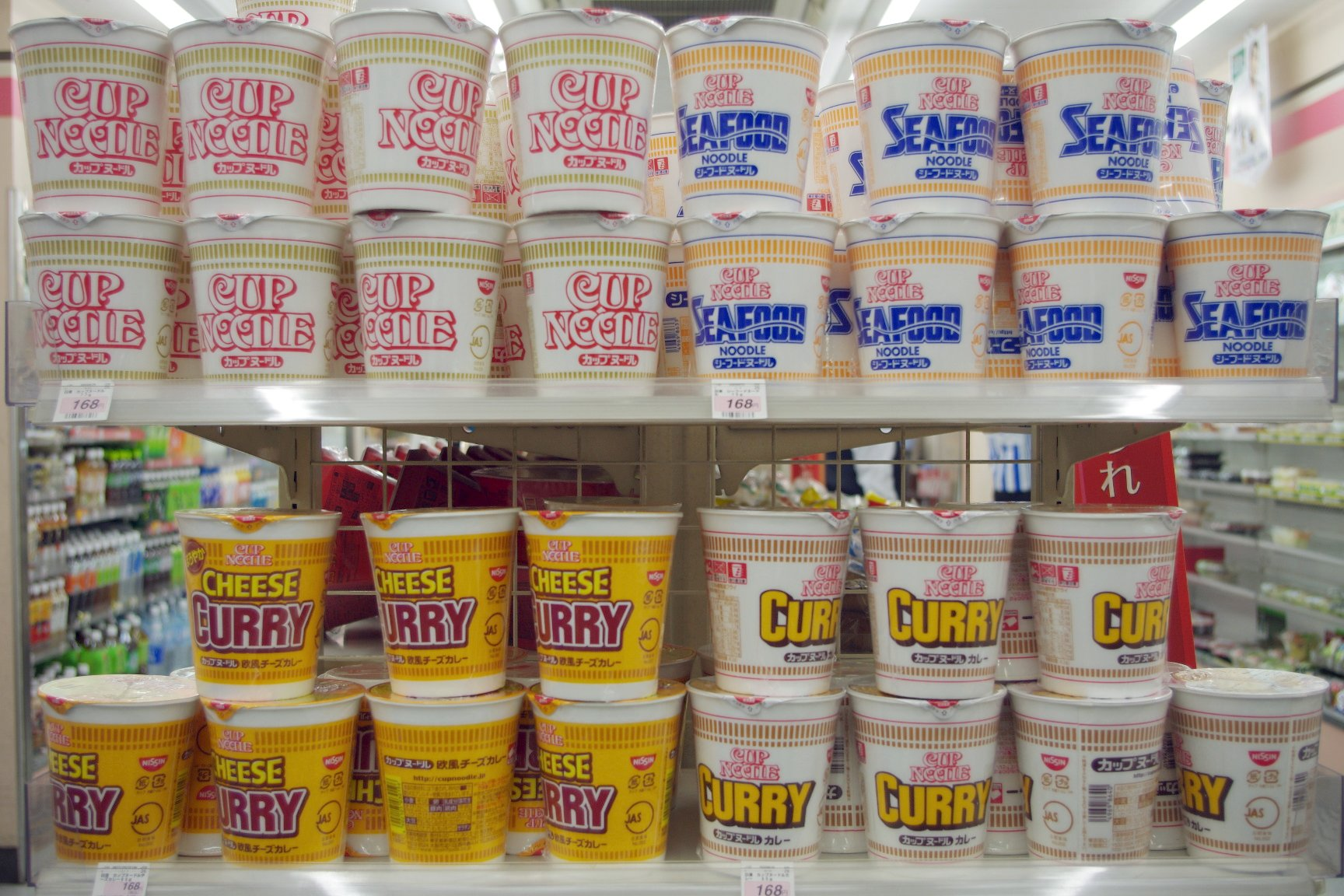
أكواب عصائبية من علامة نودلز كاب

كاب نودلز (بالإنجليزية: Cup Noodles) (باليابانية: カップヌードル، روماجي: Kappu Nūdoru) هي علامة تجارية لعصائبية الكوب السريعة التحضير طُوِّرت في عام 1971 وتصنّعها الشركة اليابانية نيسين للأغذية. تُعبّأ الحصص الفردية من المنتج في أكواب رغوية أو لدائنية أو ورقية وتُحَضَّر بإضافة الماء المغلي.
الاسم التجاري كاب نودل (بالإنجليزية: Cup Noodle) هو أيضًا علامة تجارية مسجلة لشركة نيسين للأغذية. في بعض البلدان، مثل اليابان، تُستخدم الصيغة المفردة Cup Noodle. وقد ألهم المنتج العديد من المنتجات المنافسة، مثل غَدَاء ماروتشان سريع التحضير.

## وصلات خارجية
- الموقع الرسمي لكأس النودلز (الولايات المتحدة) نسخة محفوظة 25 ديسمبر 2016 على موقع واي باك مشين. (بالإنجليزية)
- الموقع الرسمي لكأس النودلز
 (باليابانية)
- سلسلة «الصناعة» لقناة ساينس : الحلقة رقم 47 حول صناعة كأس النودلز نسخة محفوظة 18 فبراير 2006 على موقع واي باك مشين. (الفيديو باليابانية)
- وثائقي حول شركة نيسين للأغذية